# Avivato (película)
Avivato es una película argentina del género de comedia filmada en blanco y negro dirigida por Enrique Cahen Salaberry sobre su propio guion escrito en colaboración con Ariel Cortazzo según el personaje Le roi des resquilleurs creado por el actor y cantante francés Georges Milton en el filme de ese nombre de 1930 dirigido por Pierre Colombier. La película se estrenó el 1° de septiembre de 1949 y tuvo como protagonistas a Pepe Iglesias, Benita Puértolas, Lilian Valmar, Alberto Terrones y Tono Andreu. 

## Antecedentes del filme
El nombre del filme –y de su personaje principal- era también el de una popular historieta de Lino Palacio y se había incorporado al lenguaje familiar como sinónimo de persona habituada de buscar ventajas en las situaciones en que se encontrara. El cantante y actor francés Georges Milton ( 1886-1970) creó el personaje de « Bouboule » encarnándolo en una serie de películas: Le Roi des resquilleurs (1930), La Bande à Bouboule (1931), Le Roi du cirage (1931), Bouboule Ier, roi des Nègres (1933) y Prince Bouboule (1939). Una nueva versión del primero de estos filmes fue realizada en 1945 por Jean Devaivre.

## Sinopsis
La película es acerca de un hombre adicto a entrar en todos lados sin pagar que se enamora de una joven. 

## Reparto
- Pepe Iglesias ... Avivato
- Benita Puértolas
- Lilian Valmar ... Lucía
- Alberto Terrones
- Tono Andreu
- Francisco Audenino
- Domingo Mania
- Roberto Blanco
- Alberto Soler

## Comentarios
Las críticas fueron favorables para la película. La del diario El Mundo dijo: “Centro en la carcajada, logrado con recursos limpios”, la del diario Noticias Gráficas resaltó que “constante hilaridad provoca con sus intervenciones Pepe Iglesias”, el diario La Prensa encontró en el filme “una gracia directa, limpia y de eficacia sostenida. Con reminiscencias de Chaplin y un permanente juego animoso y simpático” y Manrupe y Portela comentaron: “El mayor éxito de Pepe Iglesias y de Cahen Salaberry, inspirado en un filme francés y con gran resultado de taquilla. Basado vagamente en el personaje de Lino Palacio, motivó una pequeña modo de historietas llevadas al cine. En su momento la película marcó todo un récord para una producción nacional manteniéndose 10 semanas en el Gran Rex.